# Estádio Municipal de Parnaíba
Estádio Municipal de Parnaíba – stadion piłkarski, w Parnaíba, Piauí, Brazylia, na którym swoje mecze rozgrywa klub Parnahyba Sport Club.